# 1601 Patry
1601 Patry (mednarodno ime je tudi 1601 Patry) je asteroid tipa S (po Tholenu) v asteroidnem pasu.

## Odkritje
Asteroid je odkril francoski astronom Louis Boyer (1901–1999) 18. maja 1942 v mestu Alžiru.. Poimenovan je po francoskem astronomu Andréu Patryju.

## Značilnosti
Asteroid Patry obkroži Sonce v 3,34 letih. Njegova tirnica ima izsrednost 0,130, nagnjena pa je za 4,943° proti ekliptiki.